# 花街大夫第
花街大夫第位于中国浙江省永康市花街镇大屋村，为大屋村倪氏一世祖永密公于明弘治年间（1490年前后）始建，后因族人倪承课于明万历二十三年（1595年）中进士，且官至南京刑部郎中奉政大夫，所以改叫“大夫第”。花街大夫第现与同村同族于清代所建的正心堂同为浙江省文物保护单位。

## 建筑
大夫第占地面积达814平方米，砖木结构，坐东北朝西南，中轴线从前往后依次设有有前厅、茶亭、后厅。前厅面阔五间，悬山顶，进深九檩，明间梁架为五架梁前后双步用。茶亭两侧设木栏与木格窗。后厅原为五开间，现只存明间，梁架为五檩四柱。东西围墙内侧有花草、动物等石雕。